# シェムリアップ国際空港
シェムリアップ国際空港（シェムリアップこくさいくうこう、英語: Siem Reap International Airport）とは、カンボジア王国の、シェムリアップ州シェムリアップにあった国際空港である。
2023年10月16日、東方51kmの場所に建設されたシェムリアップ・アンコール国際空港の開業に伴い、当空港の運用は終えた。

## 概要
シェムリアップ市内中心部から7.5km北西、アンコール・ワットからは5km西に位置する。
1998年に国際線の受け入れを開始し、2005年には新たな国際線ターミナルが開業、利便性が向上した。
アンコール遺跡群への観光客の増加とともに拡張を続けてきた。遺跡群上空は飛行禁止空域に設定されており、原則的に南西側滑走路(05)からの着陸、北東側滑走路(23)からの離陸となっていた。ジェット旅客機による振動、騒音が遺跡群に影響を与える懸念もあった。
遺跡保護と観光客誘致のため、移転拡張計画が進められた。中国の資本により、市内中心部から東方50kmの場所で新空港が建設された。2023年10月16日の開港と同時に、当空港は運営を終えた。

## 就航航空会社と就航都市
2020年以降、新型コロナウイルス感染症の影響により、多くの定期便が運休、減便、経路変更となっていた。
| 航空会社                   | 就航地                             | ターミナル |
| -------------------------- | ---------------------------------- | ---------- |
| カンボジア・アンコール航空 | プノンペン、シアヌークビル         | 国内       |
| カンボジア・アンコール航空 | ハノイ、ホーチミン、ダナン         | 国際       |
| エアアジア                 | クアラルンプール                   | 国際       |
| バンコク・エアウェイズ     | バンコク/スワンナプーム            | 国際       |
| 中国東方航空               | 昆明                               | 国際       |
| ラオス航空                 | ルアンパバーン、パークセー         | 国際       |
| シンガポール航空           | シンガポール                       | 国際       |
| タイ・エアアジア           | バンコク/ドンムアン                | 国際       |
| ベトナム航空               | ハノイ、ホーチミン、ルアンパバーン | 国際       |

2023年10月15日（閉港日）時点